# Piráti!
Piráti! (v anglickém originále The Pirates! In an Adventure with Scientists!) je britsko-americký animovaný film z roku 2012. Režisérem filmu je duo Peter Lord. Hlavní role ve filmu ztvárnili Hugh Grant, Martin Freeman, Imelda Staunton, David Tennant, Jeremy Piven, Salma Hayek, Lenny Henry a Brian Blessed.

## Obsazení
- Hugh Grant - the Pirate Captain[2]
- Martin Freeman - the Pirate with a Scarf/Number Two[3]
- Imelda Staunton - Viktorie
- David Tennant - Charles Darwin
- Jeremy Piven - Black Bellamy
- Salma Hayek - Cutlass Liz[4]
- Lenny Henry - Peg-Leg Hastings[5]
- Brian Blessed - Pirate King
- Brendan Gleeson - Pirate with Gout[3]
- Ashley Jensen - Surprisingly Curvaceous Pirate[3]
- Mike Cooper - Admiral Collingwood
- David Schneider - Scarlett Morgan
- Mitchell Mullen - Gameshow Host